# Diccionari descriptiu de la llengua catalana
El Diccionari descriptiu de la llengua catalana (DDLC) és un projecte lexicogràfic de gran abast que desenvolupat per l'Institut d'Estudis Catalans (IEC) entre 1998 i 2016, i que té com a objectiu la reunió sistemàtica de dades sobre el lèxic català i llur presentació en forma de diccionari. El DDLC pren com a referència descriptiva exclusiva els materials lèxics reunits en el Corpus Textual Informatitzat de la Llengua Catalana (CTILC), que té un abast temporal de 1833 a 1988. El DDLC també recull, com a material complementari, informacions procedents de la base de dades lexicogràfica BDLex, formada per 13 diccionaris catalans corresponents al període cronològic cobert pel CTILC. En realitat, la primera data del projecte començà a 1985, com un diccionari d'ús que forma part del Diccionari del català contemporani. El projecte de l'IEC que començà a estar en línia a http://dcc.iec.cat/ddlc/index.asp des de 2005, ha requerit prèviament la constitució d'un corpus del català contemporani, font única de la seva nomenclatura, i una base de dades per al seu procés de redacció. Al llarg d'aquests trenta anys ha passat per diverses consultes sobre el que s'anava redactant, encara que no s'hagués acabat d'elaborar, el que confirma el grau de transparència informativa. El nombre d'articles redactats i accessibles el gener del 2019 era de 109.997.
Aquesta obra magna de la lexicografia catalana ha comptat amb vuitanta col·laboradors dirigits per Joaquim Rafel i Fontanals. Dins del seu contingut es troben tots els usos de les paraules de la llengua catalana que han aparegut en obres literàries, científiques i periodístiques dels segles XIX i XX. L'obra conté 110.000 entrades, consultables en línia i de franc. Aquest procés va començar, però, el 1985 amb la confecció d'un corpus amb obres de referència dels segles XIX i XX, en una època en què els ordinadors no eren intel·ligents ni estaven connectats.